# 平川惟一
平川 惟一（ひらかわ のぶかず、1850年5月20日（嘉永3年4月9日） - 1877年（明治10年）3月3日）は日本の武士（熊本藩士）、陸軍軍人、自由民権運動家。変則第五番中学校の創立に関わり校長を務め、熊本協同隊の隊長として西南戦争で西郷隆盛率いる薩軍を支援し、28歳にして志半ばで戦死した。

## 生涯
肥後細川藩の藩士平川文助の子として代々百石取りの一族の家に生まれる。諱は惟一、通称は覚次郎という。撃剣柔術は山東彌平太の門に学び、二天一流剣術、楊心流柔術を修め、武名一藩に聞こえた。時習館に学び敬神尊王の主義を唱う敬神党に属するが、明治維新後1868年（明治元年）藩命を帯びて、佐賀へ遊学し2年して帰る。この際、石井貞興と交流があり、並んだ写真が残っている。『征韓論』を主として唱えるとともに敬神党から次第に離れ、ルソーの『社会契約論』の部分訳である中江兆民の『民約論』に強い影響を受け、終生これを広める。1870年（明治3年）藩命により有馬源内等とともに伏見の屯営（陸軍下士養成所）に入り、1872年（明治5年）陸軍中尉となる。1873年（明治6年）『征韓論』の破裂により野に下り、熊本県飽田郡百貫村に帰農した。1874年（明治7年）佐賀の乱の後、有馬源内、宮崎八郎等と台湾出兵に志願し従軍するが、負傷して帰国。1875年（明治8年）4月26日、広田尚、宮崎八郎、有馬源内、松山守善、崎村常雄らと植木町に、変則熊本第五番中学校（通称：植木学校）を設立し校長兼舎監を務める。『民約論』を中心とした様々な授業を行い、自由民権を唱え各地で集会を開き実践するが、急進すぎると県からの補助金を打ち切られ同年10月末で閉校する。1876年(明治9年)年末、民権党同志の中で薩摩の桐野利秋や篠原国幹とかねて面識のあった有馬源内を通じて情勢を打診。1877年（明治10年）鹿児島県で西郷隆盛の私学校が挙兵すると、植木学校出身者を中心とした民権党の同志と熊本協同隊を結成し、2月21日に北上してきた薩軍に川尻で合流、四番大隊大隊長の桐野利秋のもとで協同隊を指揮し共に政府軍を相手に戦った。資料によってバラつきはあるが、土着の志願兵も含めて300人から500人とされる熊本協同隊の総隊長に抜擢された平川惟一は、それまでの身分や家柄ではなく自由民権思想に則り、協同隊士での選挙で決定するという、当時としては先進的な方式で選任された隊長だった。3月3日、車坂の戦いにおいて熊本県山鹿市鍋田口付近で流弾に当たり戦死した。

## 佐賀の乱
1874年（明治7年）佐賀征韓党が決起する直前、山田平蔵が横尾純喬と中橋藤一郎を伴って熊本を訪れ、佐賀への遊学歴のあった平川惟一と面会し支援を要請した。惟一ら諸同志はこれを諾したが、学校党は50人程が一堂に会し議論を繰り返すばかりで、敬神党とも意見の一致を得ず、賛同が集まらぬまま佐賀既に動くの報を聴く。我が党の同志十余名ばかりがこれに当たったところで隆車に歯向かう蟷螂の斧のようだと嘆いて、有志を募り歩き、船に乗じて菊池川河口右岸1km程の玉名郡晒村まで出向き崎村常雄にも促すが聞き入れられず、止めるように諭されるも、約定を守らんと有馬源内、高田露、下森一太と佐賀へ向かったが、若津に着いた辺りで佐賀軍の敗報を聞いたため、3人と別れ独り佐賀へ入り、内務卿の大久保利通と会った。利通は駆け付けた彼の為人をみて仕官しないかと言ったが、佐賀から帰った惟一は同志に『大久保の狸爺、俺を騙そうとおべっかを使った』という具合に話したという。

## 関連史跡
- 史跡西南の役 協同隊長 平川惟一 戦死之地　- 国道443号線の車坂の鍋田戦跡より少し南側の国道沿いに石碑がある[12]。
- 植木学校跡　- 植木小学校南側の県道30号線に沿って西に少し歩いた場所。昭和63年9月に造られた看板と石柱記念碑がある。